# Unity (стільниця)
Unity — вільна оболонка для оточення робочого столу GNOME, розроблена компанією Canonical для операційної системи Ubuntu.

## Історія
Unity завдячує своєму виникненню спробі адаптувати стільницю для малих екранів нетбуків і планшетів. Водночас у компанії Canonical виникло незадоволення надмірною, на їхній погляд, складністю оболонки GNOME Shell, що розроблялася всередині проєкту GNOME.
Восени 2010, починаючи з версії Ubuntu 10.10, Unity стала стільницею за замовчуванням в Ubuntu Netbook Edition. Вона дозволяє ефективніше використовувати маленькі екрани нетбуків, завдяки, наприклад, вертикальній панелі для перемикання між запущеними програмами. Спочатку, як віконний менеджер використовувався Mutter, який потім був замінений на Compiz. Починаючи з Ubuntu 11.04 Canonical об’єднала редакції Netbook Edition та Desktop Edition, і стандартна (за замовчуванням) оболонка GNOME була замінена на Unity. Всі стандартні застосунки як і раніше будуть взяті з GNOME.

## Огляд
Оточення Unity позичене з редакції для нетбуків і оптимізоване для максималізації вертикального робочого простору. Для швидкого запуску застосунків і перемикання між активними завданнями використовується Unity Launcher. Панель розміщена у вигляді стовпця в лівій частині екрана. Іконки з уже запущеними завданнями підсвічуються особливим значком ліворуч, при звичайному кліці відкривається вже запущений застосунок, для запуску окремої копії потрібно клацнути середньою кнопкою миші. Додатково представлені іконки для роботи з кошиком, для пошуку програм і для перегляду відкритих вікон.
При натисканні на логотип Ubuntu у верхньому лівому куті активується режим Dash, який дозволяє переглянути нещодавно відкриті файли і часто використовувані програми, а також виконати пошук даних і застосунків, отримати швидкий доступ до документів, пошти, музики, малюнків і інших даних користувача. Dash може використовуватися для забезпечення зручної групування застосунків і файлів з даними на екрані, в залежності від їхнього призначення, типу і частоти використання. Dash можна викликати швидким натисканням клавіші SuperKey (Win).

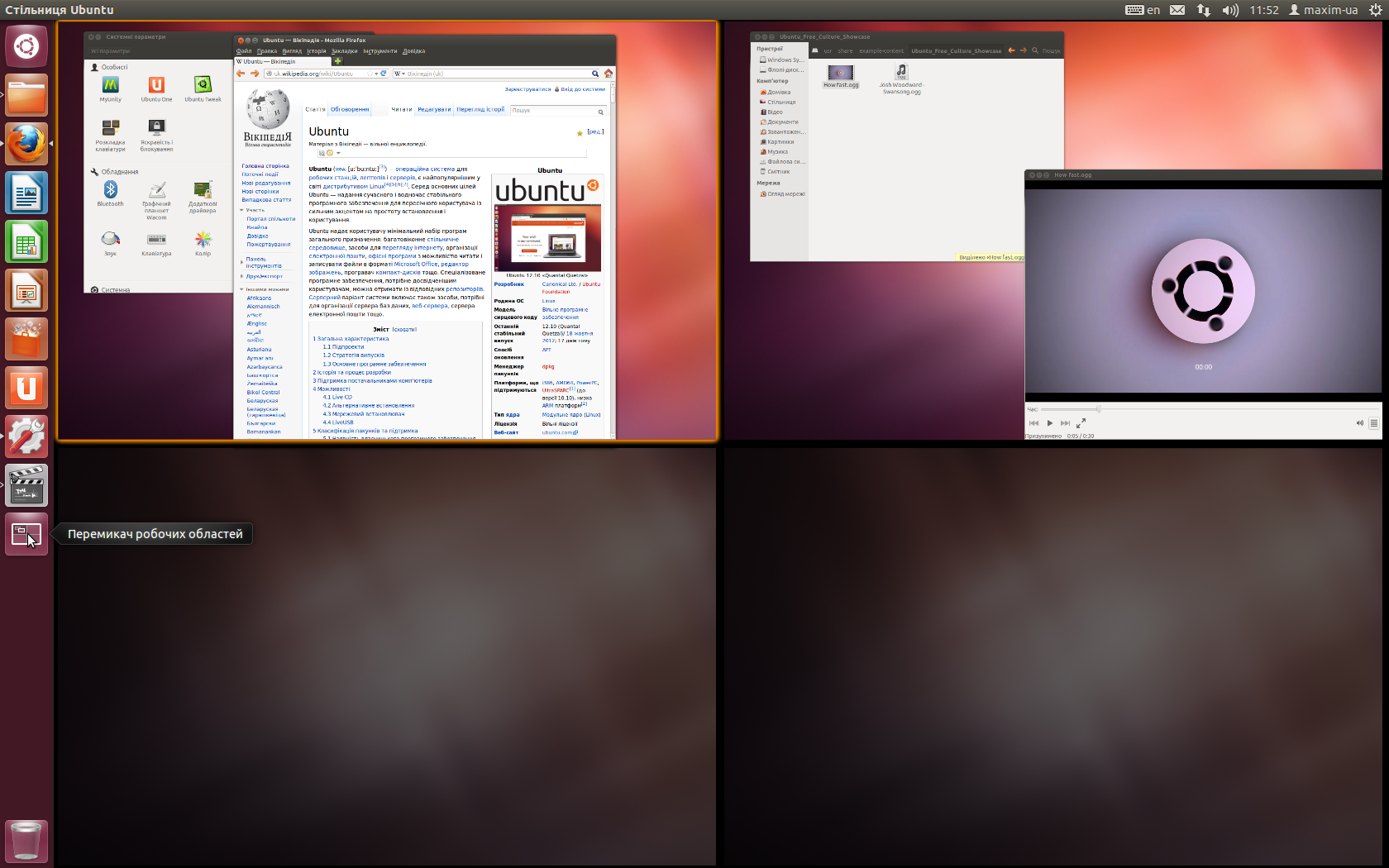
Перемикач робочих областей

Перероблена система управління робочими столами. При кліку на піктограмі управління робочими столами всі відкриті на доступних робочих столах вікна наочно відображаються на одному екрані. Припустимо переміщення вікон між ототожненими з робочими столами областями. Для швидкого виклику цього режиму можна використовувати комбінацію SuperKey + W. 
Інтерфейс Unity оптимізований для максимального збільшення доступного вертикального простору на робочому столі і підтримує технологію глобального меню, при якому рядок з меню для всіх застосунків відображається не у вікні програми, а у верхній управляючій панелі. Unity відповідає стандартам freedesktop.org, активно використовує GPU для акселерації виконання графічних операцій і базується на ключових технологіях GNOME 3.0: бібліотеці Clutter і фреймворку Zeitgeist (програма) для організації роботи з документами та інформацією користувача. Для управління вікнами і виведенням на екран використовується Compiz. Для забезпечення підтримки сенсорних екранів і мультитач-навігації в Unity задіяний фреймворк uTouch.
Для роботи Unity обов'язкова наявність сучасних 3D-драйверів, інтеграція проєкту Unity 2D очікується тільки в осінньому релізі.  При ручній установці в систему пакету з реалізацією Unity 2D (не входить в базову поставку), при неможливості використання Unity 3D, замість відкриття класичної сесії GNOME буде запущений Unity 2D.
Додатково розроблена утиліта MyUnity [Архівовано 24 січня 2012 у Wayback Machine.], яка служить інтерфейсом для швидкої зміни налаштувань користувацької оболонки Unity.  Наприклад, MyUnity дозволяє налаштувати параметри Dash, змінити розмір і поведінку бічної панелі, додати на десктоп кошик і відобразити примонтовані диски, змінити базові шрифти тощо.

## Комбінації клавіш
- Super = Windows

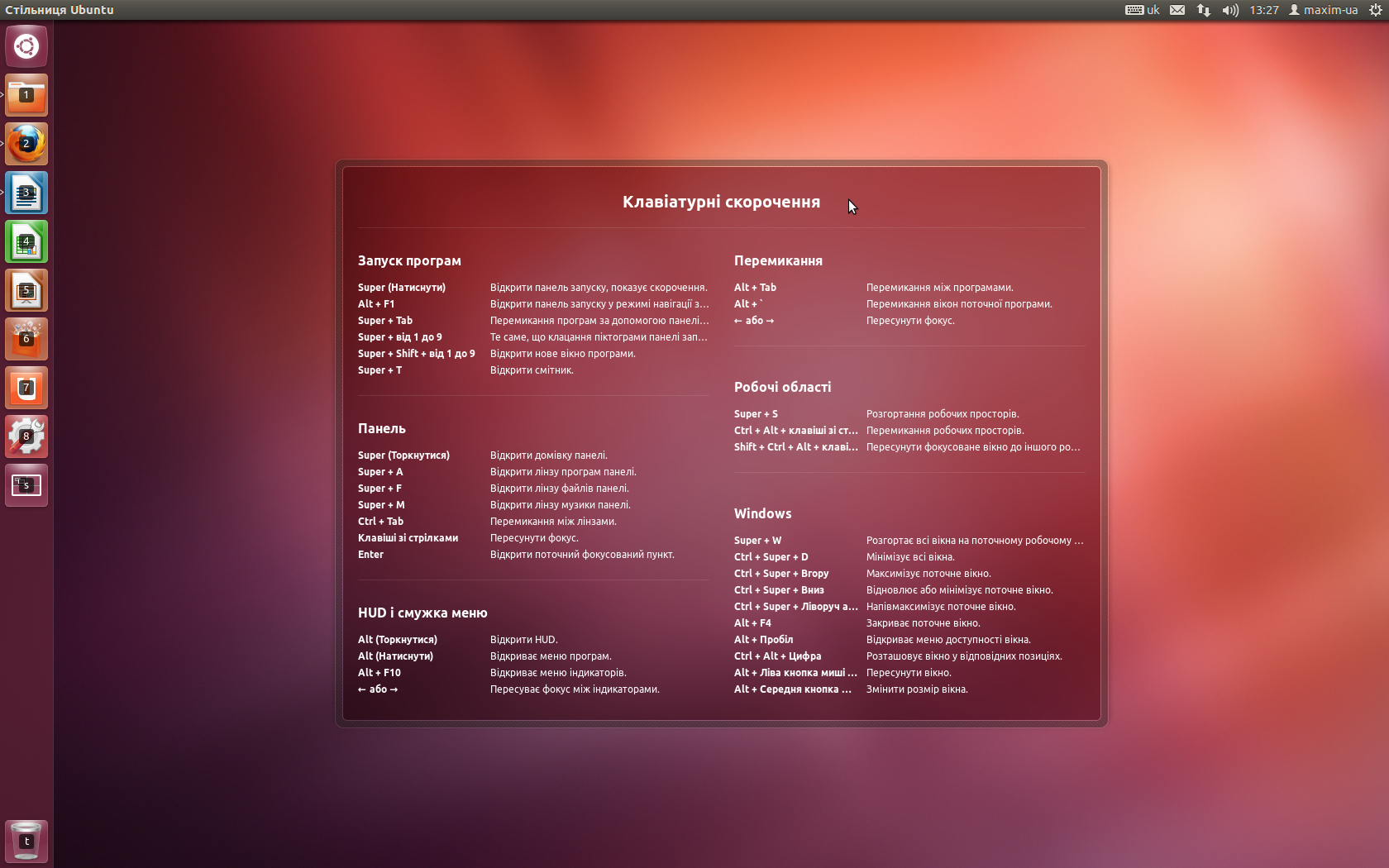
Клавіатурні скорочення Unity в Ubuntu 12.04 LTS

- Super - відкрити головну панель пошуку.
- Затиснути Super - відкрити панель запуску.
- Super+1 (Super+2 і т.д.) - відкрити відповідну програму з панелі запуску.
- Super+S - Перемикач робочих областей.
- Super+W - Перегляд  всіх запущених вікон.

## Особливості реалізації
Для реалізації Unity в Ubuntu використовуються модифіковані варіанти таких компонентів, як compiz, DBus, Glib, gtk3 і metacity, а також власні реалізації системи аплетів-індикаторів, методу виведення повідомлень і глобального меню.  Незважаючи на роботу з просування створених для Ubuntu змін до upstream, Unity залишається залежним від деяких патчів Ubuntu. Це ускладнює використання Unity в інших дистрибутивах.
Проте, проєкт Ayatana, в рамках якого проводиться портування оболонки Unity для інших дистрибутивів Linux, сформував готовий набір установних пакунків для openSUSE, openSUSE Factory і Fedora.

## Виноски
1. ↑  Jagdish Patel, Neil (November 2010). ~unity-team/unity/trunk : 573. Архів оригіналу за 13 липня 2013. Процитовано 13 грудня 2010.
2. ↑  Шаттлворт и Нири рассуждают о конкуренции и взаимодействии между проектами Ubuntu и GNOME. Архів оригіналу за 15 березня 2011. Процитовано 1 травня 2011.
3. ↑  Конфигуратор MyUnity будет включен в состав стандартного репозитория Ubuntu 12.04. Архів оригіналу за 8 січня 2012. Процитовано 12 грудня 2011.
4. ↑  Для openSUSE и Fedora сформированы пакеты с разработанной для Ubuntu оболочкой Unity. Архів оригіналу за 20 липня 2012. Процитовано 19 липня 2012.